# 恩特普賴斯 (密蘇里州謝爾比縣)
恩特普賴斯（英語：Enterprise）是位於美國密蘇里州謝爾比縣的非建制地區。

## 歷史
恩特普賴斯的郵局於1885年設立，其後於1907年停運。

## 地理
恩特普賴斯所處的海拔為高於海平面247米（即810英呎），而該地所採用的時區為UTC-6，即北美中部時區（CST）。同時該地設有夏令時間，為UTC-6調快一小時，即UTC-5（CDT）。